# یوگنی پتروف (تیرانداز)
یوگنی پتروف (روسی: Евгений Александрович Петров؛ زادهٔ ۱۶ اکتبر ۱۹۳۸) تیرانداز اهل اتحاد جماهیر شوروی سوسیالیستی بود.
وی در مسابقات کشوری و بین‌المللی در مجموع برندهٔ ۱ مدال طلا، ۱ مدال نقره شده‌است.